# Susanna i badet
Susanna i badet er en historie i en jødisk legende bevaret i apokryferne som et tillæg til Daniels Bog i Det Gamle Testamente. Historien foregår under det jødiske fangenskab i Babylon.
Susanna var gift med Joakim. En dag forsøgte to ældre at snige til et kig på Susannas bad i haven. De forlangte at have samleje med hende, og truede med at beskylde hende for utroskab medmindre hun gik med til det. Susanna nægtede, og mændene hævdede, at de havde set Susanna begå ægteskabsbrud med en for dem, ukendt mand, som derefter forsvandt, da han indså, at han var blevet spottet. Susanna blev dømt til døden. Profeten Daniel fik en inspiration fra Gud, at Susanna var uskyldig, og besluttede, at de to vidner blev afhørt hver for sig. Deres historier viste sig at forskellige med hensyn til, hvordan hændelsen havde fundet sted. Susanna blev frifundet, og mændene blev dømt for at have vidnet falsk.
Historien er ofte brugt som et motiv i billedkunsten, hvor Susanna belures i badet og efterstræbes af to gamle mænd.

## Galleri
- Tintoretto, Susanna og de ældre, 1555 - 1556, Kunsthistorisk Museum Wien
- Peter Paul Rubens, Susanna og de ældre, mellem 1609 og 1610, Real Academia de Bellas Artes de San Fernando
- Rembrandt, Susanna og de ældre, 1647, Gemäldegalerie (Berlin)
- Jean-Jacques Henner, Den kyske Susanne, 1864, Musée d'Orsay
- Laurits Tuxen, Susanna i badet, 1879, privateje
- Laurits Tuxen, Susanna i badet, 1895, privateje
- Jens Adolf Jerichau, Susanne i badet, 1916, Randers Kunstmuseum

- Wikimedia Commons har flere filer relateret til Susanna i badet